# رودبن
رودبن روستایی در دهستان پارود بخش پارود شهرستان راسک استان سیستان و بلوچستان ایران است و یکی از روستاهای زیبا شهرستان راسک می‌باشد.

## جمعیت
بر پایه سرشماری عمومی نفوس و مسکن در سال ۱۳۹۵ جمعیت این روستا ۳۴۹ نفر (۹۱خانوار) بوده‌است.